# 埃爾卡爾瓦里奧
埃爾卡爾瓦里奧是哥倫比亞的城鎮，位於該國中部，由梅塔省負責管轄，始建於1911年，面積286平方公里，海拔高度2,104米，主要經濟活動有畜牧業、農業和旅遊業，2005年人口2,256。
4°25′N 73°40′W / 4.417°N 73.667°W